# Hemioplisis drepanularia
Hemioplisis drepanularia är en fjärilsart som beskrevs av Achille Guenée 1858. Hemioplisis drepanularia ingår i släktet Hemioplisis och familjen mätare. Inga underarter finns listade i Catalogue of Life.